# Mladje
Mladje so naselje v Občini Krško.